# De scriptoribus ecclesiasticis (Trithemius)

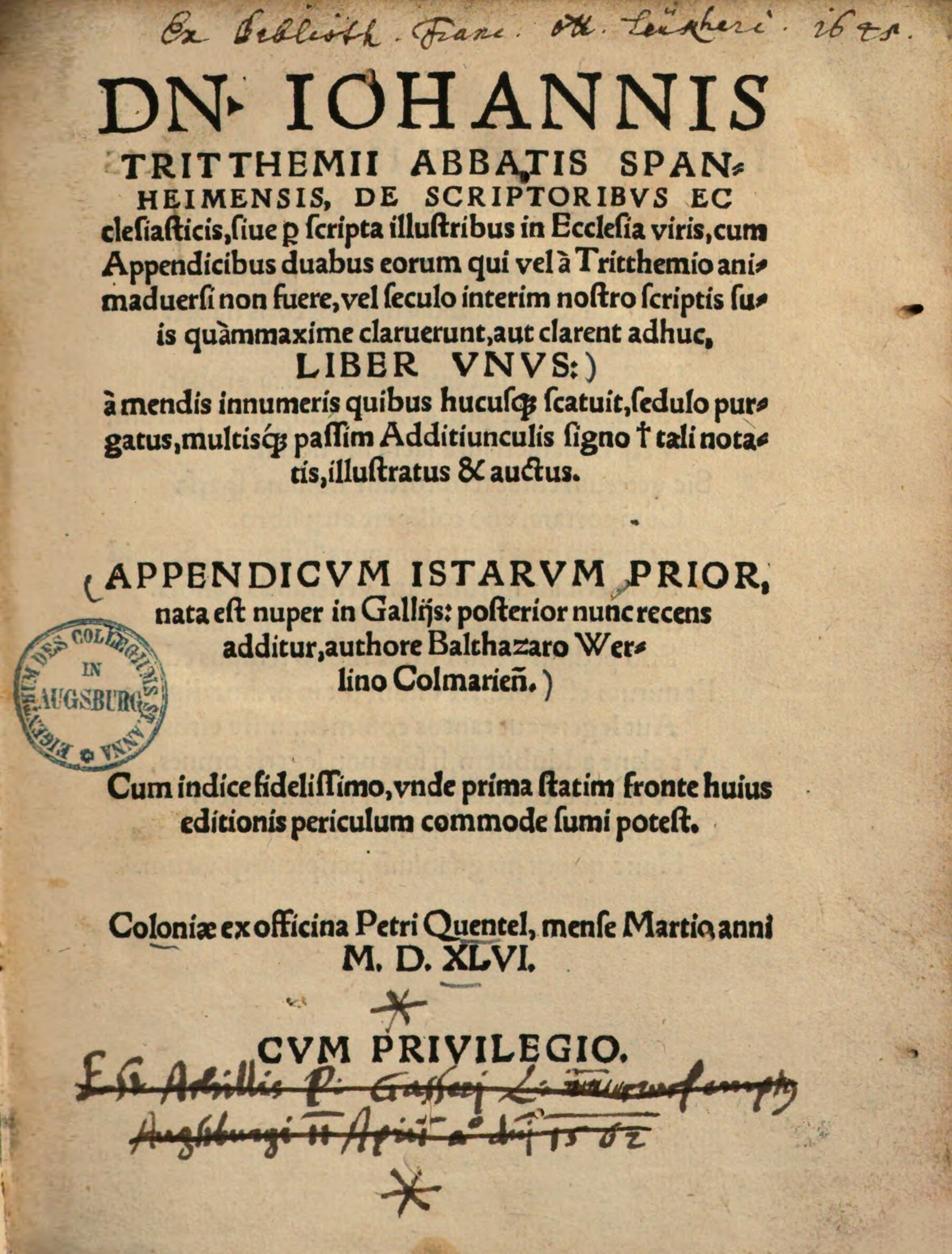
Titelblatt der 1546 in Köln erschienenen Ausgabe des Werks

De scriptoribus ecclesiasticis (Übersetzung Über kirchliche Schriftsteller) ist ein um 1492 handschriftlich vollendetes und 1494 gedrucktes Werk des Theologen und Schriftstellers Johannes Trithemius. In der Literatur wird das als Schriftstellerkatalog des Benediktinerordens angelegte Buch als bedeutendste Arbeit des Trithemius angesehen. Es handelt sich um eine der frühesten Literaturgeschichten und beinhaltet eine Reihe von bis zu diesem Zeitpunkt „vergessenen“ Autoren und Werke. 

## Geschichte
Vor der Veröffentlichung des Schriftstellerkatalogs war Johannes Trithemius lediglich einigen Humanisten als Ordensredner und Schriftsteller bekannt. Allerdings begann er bereits in den 1480er Jahren mit der Textsammlung für einen Katalog der Schriftsteller, die sich innerhalb des Benediktinerordens hervorgetan hatten. Wahrscheinlich wurde der junge Abt von Sponheim hierzu von anderen Prälaten des Ordens bestärkt. Der Benediktinerorden war einer der wenigen Klostergemeinschaft, für die bisher noch keine solche Sammlung vorlag. In einem Brief an einen befreundeten Priester betonte er, dass er sich einen Überblick verschaffen müsse, um die Masse des Geschriebenen zu überblicken. Dem Brief, der keine Datierung aufweist, war bereits eine Textsammlung beigelegt, die sich heute nicht mehr erhalten hat.
Im Jahr 1491 war das Werk bereits weit vorangeschritten. Allerdings beklagte sich Trithemius in einem Brief an den Abt Johannes des Nürnberger Ägidienklosters, das andere Verpflichtungen ihn an der Fertigstellung hinderten. Im selben Brief verlieh er seiner Hoffnung Ausdruck, den Katalog im Sommer 1491 vollenden zu können. Jene erste Version von 1491 hat sich in einer Sammelhandschrift in der Badischen Landesbibliothek in Karlsruhe erhalten. Die zweite Version des „De scriptoribus ecclesiasticis“ datiert auf Ende April 1492. Ein Brief an Trithemius’ gelehrten Freund Johannes von Dalberg bildete die einleitende Widmung dieser Handschrift. Im August 1492 begann Trithemius eine zweite Handschriftenversion des Textes zu erstellen. In dieser Version fügte der Abt handschriftliche Zusätze ein. Obwohl die Handschrift nun zirkulierte, ergänzte Trithemius den Schriftstellerkatalog weiter. 
Nach der Herausgabe der handschriftlichen Zusammenstellung sah sich Trithemius schnell auch Kritikern gegenüber. Viele Rezipienten hatten ein reines Verzeichnis theologischer Schriftsteller erwartet und stießen auf Historiker, Philosophen, Mediziner und Naturwissenschaftler. Wahrscheinlich gelangten die Vorbehalte über den Briefwechsel mit dem Guardian des Kreuznacher Franziskanerklosters St. Wolfgang an die Adresse des Abtes. Trithemius wehrte sich, in dem er betonte, dass im Grunde jeder Theologe ein Philosoph sei. „Viele wahrhafte und christliche Dichter habe es in der Vergangenheit gegeben, so will er im Grunde alle christlichen Schriftsteller aufnehmen, die etwas für die Kirche im weitesten Sinne Nützliches geschrieben haben.“
In der Folge ergänzte Trithemius weiter an seinem Werk. Als es 1494 in der Basler Offizin des Johann Amerbach gedruckt wurde, umfasste es fast 200 mehr Namen, als noch in den Handschriften vertreten waren. Trithemius verzichtete auch auf den Abdruck einzelner Personen, wie dem heiligen Dominikus, Johannes Balbus oder Johannes Wiricus von Neuß, wenn die Informationen die Trithemius über die betreffenden Personen hatte, für eine Aufnahme in die Reihen der Schriftsteller als zu gering erachtet wurden. Dabei legte der Abt bei den Neuaufnahmen einen Fokus auf Schriftsteller aus der karolingischen Zeit. Daneben ergänzte er viele Zeitgenossen. Die Aufnahme seiner eigenen Person in die Reihen der bedeutendsten Schriftsteller des Ordens verteidigte Trithemius mit dem Drängen seiner Freunde. Parallel zum benediktinischen Katalog arbeitete Trithemius am „Catalogus illustrium virorum Germaniae“, der einen Fokus auf die auch weltlichen Schriftsteller Deutschlands legte und 1495 gedruckt wurde. 
Trithemius erhielt großes Lob für das gedruckte Werk. So schrieb der Zisterziensermönch Conrad Leontorius in einem Brief an den Drucker Johann Amerbach, dass er das vollendete Werk sehr schätze. 1494 wurde in Basel außerdem eine Pergamenthandschrift für das Kloster St. Bavon in Gent angefertigt, die vom großen Interesse einzelner Benediktinerniederlassungen am Katalog zeugt. Das Werk erlebte mehrere Auflagen und wurde im 16. Jahrhundert vielfach neu gedruckt. Dabei legten die Adaptionen jeweils einen anderen Schwerpunkt fest und ergänzten auch immer wieder Personen. Besondere Bedeutung hat die 1512 in Paris erschienene Ausgabe, die den Schriftstellerkreis um 32 Italiener und Franzosen wie Guillaume Budé und Jacques Lefèvre d’Étaples erweiterte.

## Inhalt

### Aufbau
„De scriptoribus ecclesiasticis“ enthält in der gedruckten Form 963 Autoren und ist damit die zu diesem Zeitpunkt längste Autorenbibliographie ihrer Art. Trithemius schrieb die erste moderne Literaturgeschichte in Mittellatein. Er bemühte sich alles zugängliche Material in Form von Handschriften und Drucken einzubeziehen. Die Handschriften fallen mit etwa 750 Autoren wesentlich weniger umfassend aus, wobei der Autor selbst noch 1491 von einem Umfang von ca. 600 Personen ausging. Das Werk reiht in chronologischer Abfolge Artikel aneinander. Diese wurden vom Autor in ein festes Schema eingefügt. Um die unterschiedlichen Biografien in einheitlicher Form zu präsentieren, werden nicht selten formelhafte Floskeln verwendet. 
Der Historiker Klaus Arnold hebt den Beitrag zu Burchard von Worms als besonders typischen Ausschnitt aus dem Buch hervor. Nach dem Namen des Beschriebenen folgt in Trithemius’ Schema ein kurzer Hinweis auf dessen Ausbildung. Nicht selten paraphrasierte der Text andere Autoren. Es folgt eine Aufzählung der von Burchard überlieferten Werke, die Trithemius außerdem charakterisiert und damit einordnet. Für manche Beiträge bezog der Autor seine Informationen direkt aus Handschriften der behandelten Arbeiten. So verweist er unterhalb des kurzen biografischen Abrisses auf die 20 Bücher, die Burchards „Decretum“, das er zusammen mit seinem Lehrer Olbert verfasst hatte, umfasste. Es folgen darunter die Incipits der Werke sowie ein Hinweis auf eventuell vorhandene Widmungsschreiben.
Das von Trithemius verwendete Schema kann also folgendermaßen aufgelöst werden: Name, Ordenszugehörigkeit, Herkunft nach Nation, teilweise Hinweis auf den Konvent oder Bischofssitz. Danach folgen die veröffentlichten Werke oder Taten, wobei die immer gleichen Formulierungen wiederkehren. So tauchen die Wendungen: „ingenio clarus et disertus eloquio“ (lat. von klarem Intellekt und mit deutlichen Worten) und „vita et conversatione praeclarus“ (lat. Gerühmt in Leben und Wirken) regelmäßig auf. Mit Hinweisen auf die von Trithemius getroffene Auswahl der Werke, wird zur Bibliographie übergeleitet. Den Abschluss eines jeden Abschnitts bilden die Hinweise auf die Lebensdaten des jeweiligen Schriftstellers, wobei die Indiktion mit angegeben wird.